# Lollipop (빅뱅과 2NE1의 노래)
〈Lollipop〉은 대한민국의 음악 그룹 빅뱅과 2NE1이 LG전자의 핸드폰 제품 싸이언 롤리팝을 홍보하기 위해 제작 된 싱글 음반이다. 노래 제목은 1958년에 히트한 줄리어스 딕슨과 버벌리 로스가 작사한 "Lollipop"에서 따왔다. 이 곡은 Mnet 음악 차트에서 4주 연속 1위를 포함해 각종 음원 포털 사이트에서 1위를 차지했다. 2009년 3월 27일 YG 엔터테인먼트를 통해 발매되었다. "Lollipop"은 2NE1의 비공식 데뷔 싱글으로, 그들의 정식 데뷔 싱글은 아니다. 이 곡은 CM송에도 불구하고 국내 모든 음원차트 1위를 석권하며 가온 월간 차트에서 1위를 차지하는 것은 물론 3,300,000의 디지털 다운로드를 기록하며 엄청난 히트를 쳤으며, 각종 패러디와 롤리팝 패션을 유행시키는 등 문화현상으로 발전하며 센세이션을 일으켰다.

## 프로모션
이 곡은 LG전자의 핸드폰 브랜드 싸이언을 홍보하기 위해 제작 되었다. 대한민국의 오프라인 차트와 온라인 차트에서 1위를 기록했으며, YG의 2010년 콘서트 투어에서 첫 공연 되었다.

## 뮤직 비디오
이 뮤직 비디오는 서현승 감독이 맡아 2009년 3월 첫주에 제작 되었고, 무지개와 멀티 컬러 배경에서 두 그룹이 함께 춤을 추는 식으로 촬영 되었다. 비하인드 씬 버전은 이후 2009년 5월 2일에 공개되었다.

## 트랙 리스트
| #            | 제목         | 작사         | 작곡         | 편곡         | 재생 시간 |
| ------------ | ------------ | ------------ | ------------ | ------------ | --------- |
| 1.           | 〈Lollipop〉 | TEDDY        | TEDDY        | TEDDY        | 3:08      |
| 총 재생 시간 | 총 재생 시간 | 총 재생 시간 | 총 재생 시간 | 총 재생 시간 | 3:08      |